# Aerolíneas de Baleares
Aerolíneas de Baleares era una aerolínia amb base a Palma. Operava vols regulars domèstics i internacionals, encara que sempre en nom de Spanair i amb codi de vol d'aquesta. En certa manera, Aebal realitzava per a Spanair funcions similars a les quals realitza Air Nostrum per Iberia LAE, encara que el pes específic de la companyia en la xarxa de rutes de Spanair era molt menor.
Des de 2009 opera per compte propi amb el nom de Quantum Air i amb base a l'aeroport de Madrid Barajas.

## Codis
- Codi IATA: DF
- Codi OACI: ABH

## Història
La línia aèria es va establir el 1999, començant a operar el 5 de juliol de 2000. Originalment denominada AB Bluestar, està participada per Grup Marsans (51%), SAS Group (25%), Spanair (18%) i VITRAC (6%).